# Głuchołazy
Głuchołazy [ɡwuxɔˈwazɨ] (deutsch: Ziegenhals, auch Bad Ziegenhals; schlesisch Ziegahols; schlonsakisch Gůchołazy, tschechisch Hlucholazy) ist eine Stadt im Powiat Nyski der Woiwodschaft Opole in Polen. Sie ist zugleich Sitz der Stadt- und Landgemeinde Głuchołazy mit etwas mehr als 24.000 Einwohnern.

## Geographie
Die Stadt liegt in der Region Oberschlesien am rechten Ufer der Biele auf 275 m ü. NHN am Fuß des Zuckmanteler Berglandes, etwa 21 Kilometer südlich von Neisse und 65 km südwestlich von Oppeln. In der Nähe verläuft die Staatsgrenze von Tschechien. Stadtteile sind: Głuchołazy-Zdrój, Kamieniec und Kolonia Jagiellońska.
Nachbarorte sind Norden Bodzanów (Langendorf), im Osten Charbielin (Ludwigsdorf), im Süden Konradów (Dürr-Kunzendorf) und jenseits der Grenze zu Tschechien Mikulovice (Niklasdorf).

## Geschichte

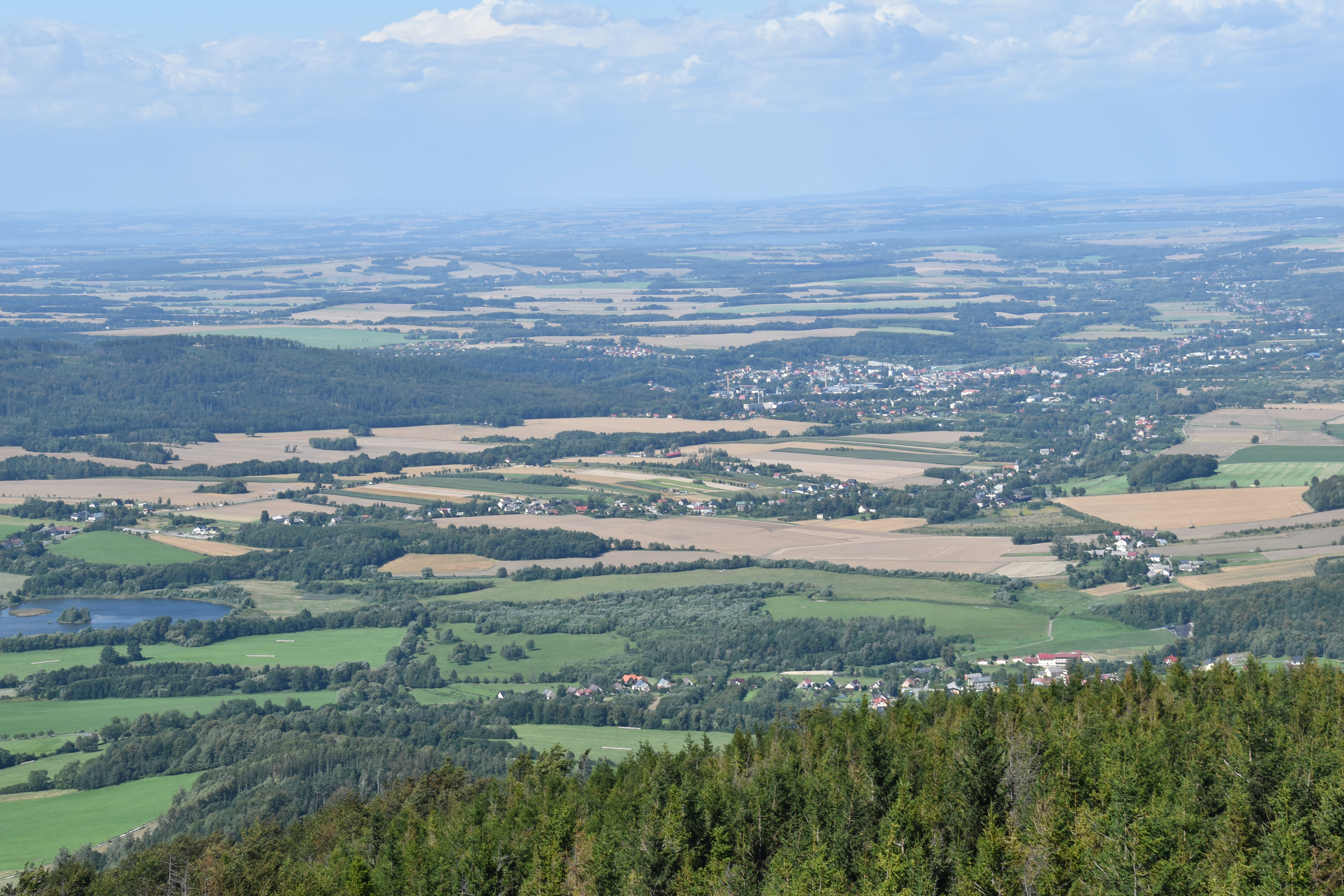
Blick von der Bischofskoppe auf Bad Ziegenhals

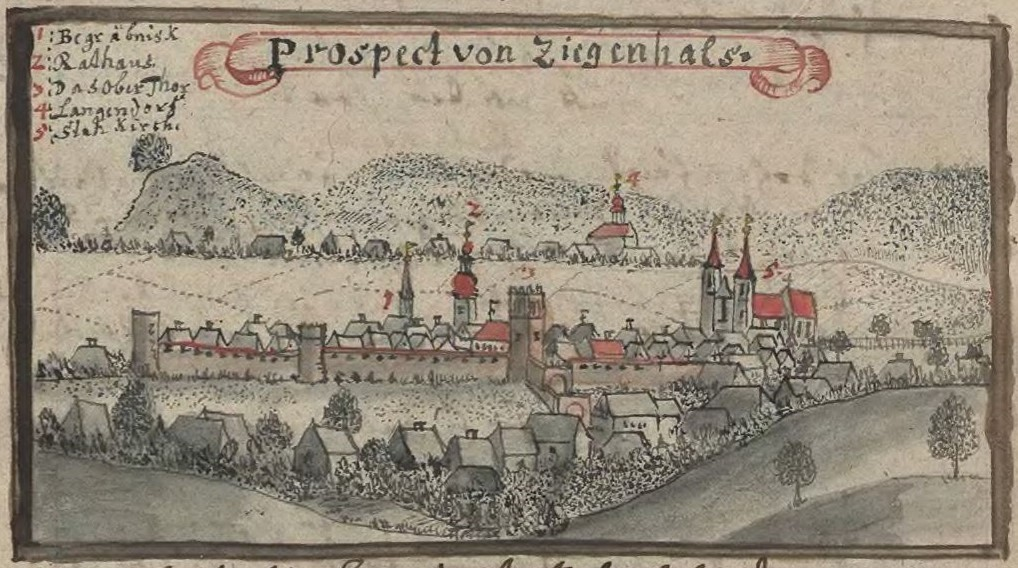
Panorama Ziegenhals – Zeichnung aus der Mitte des 18. Jahrhunderts

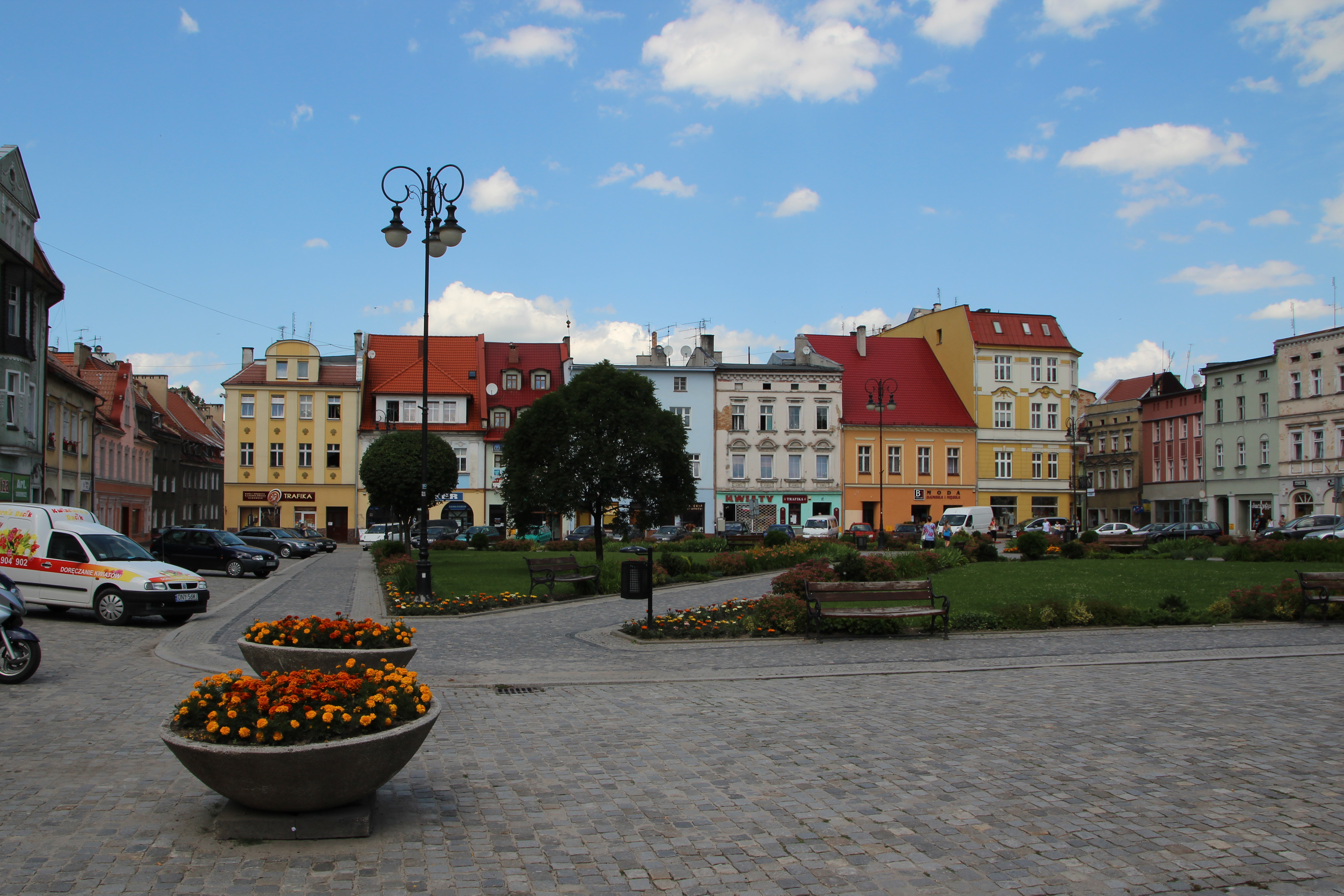
Ring

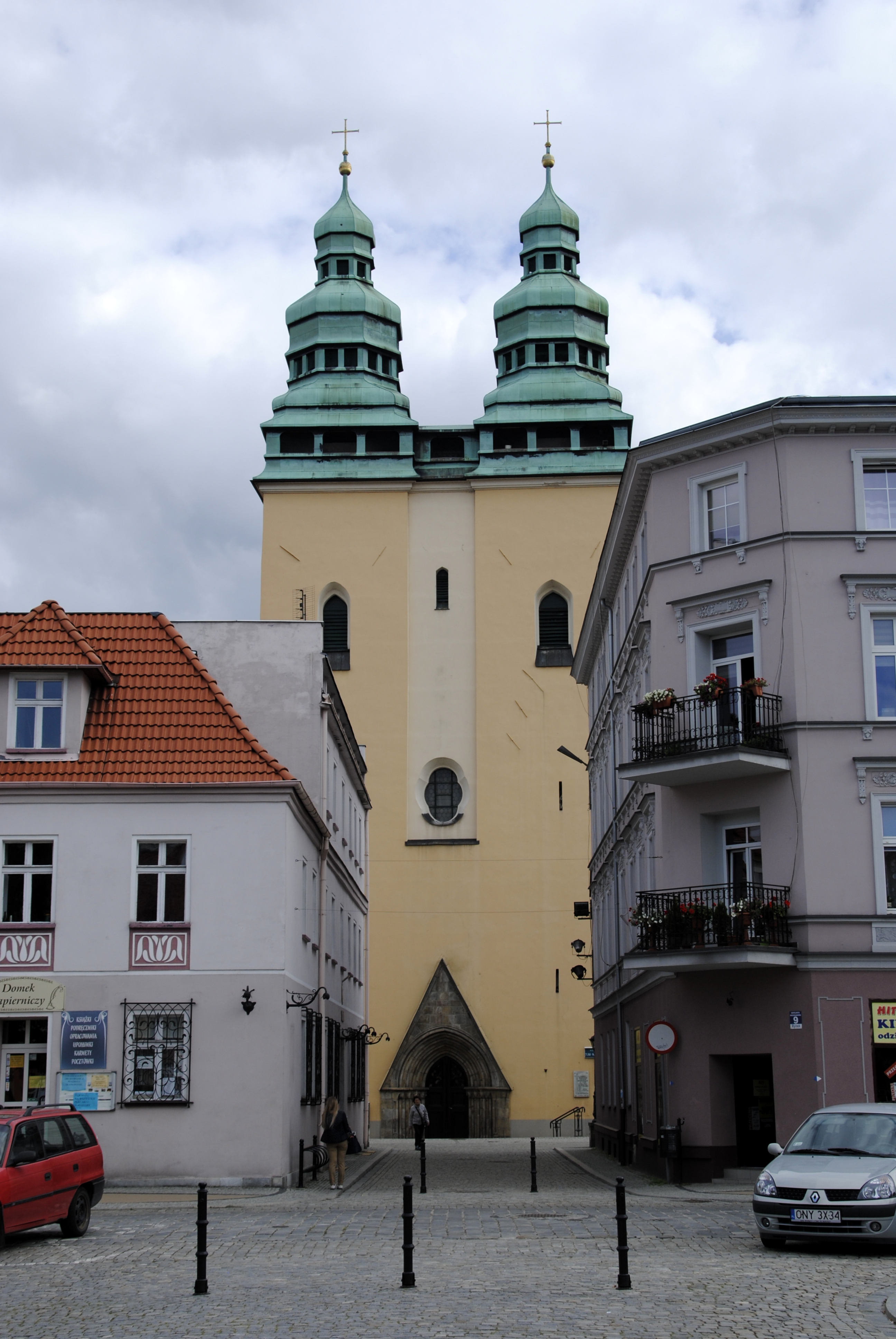
St.-Laurentius-Kirche, ihre ältesten Teile stammen aus dem 13. Jahrhundert

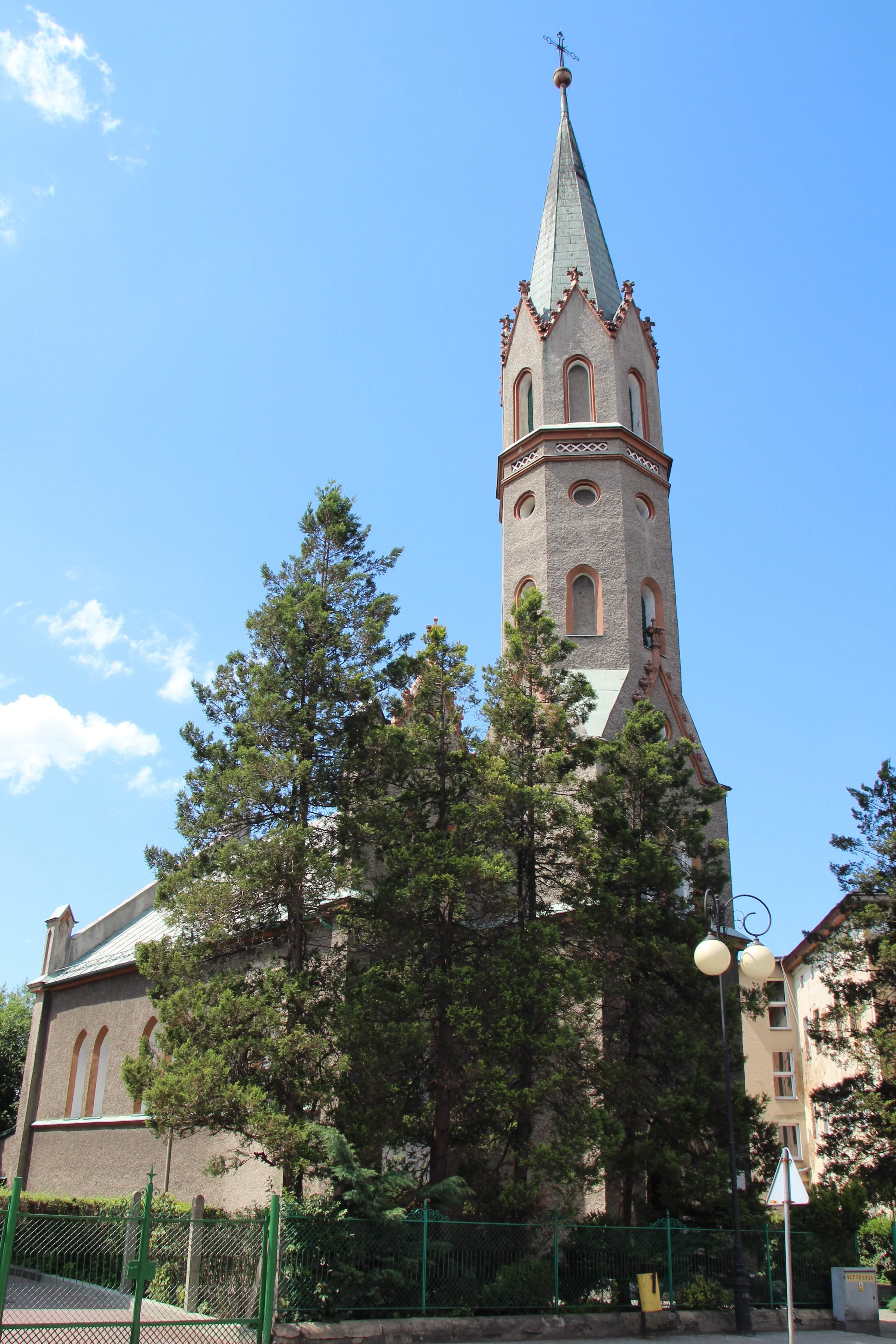
St.-Franziskus-Kirche, 1865–1866 für die evangelische Gemeinde erbaut

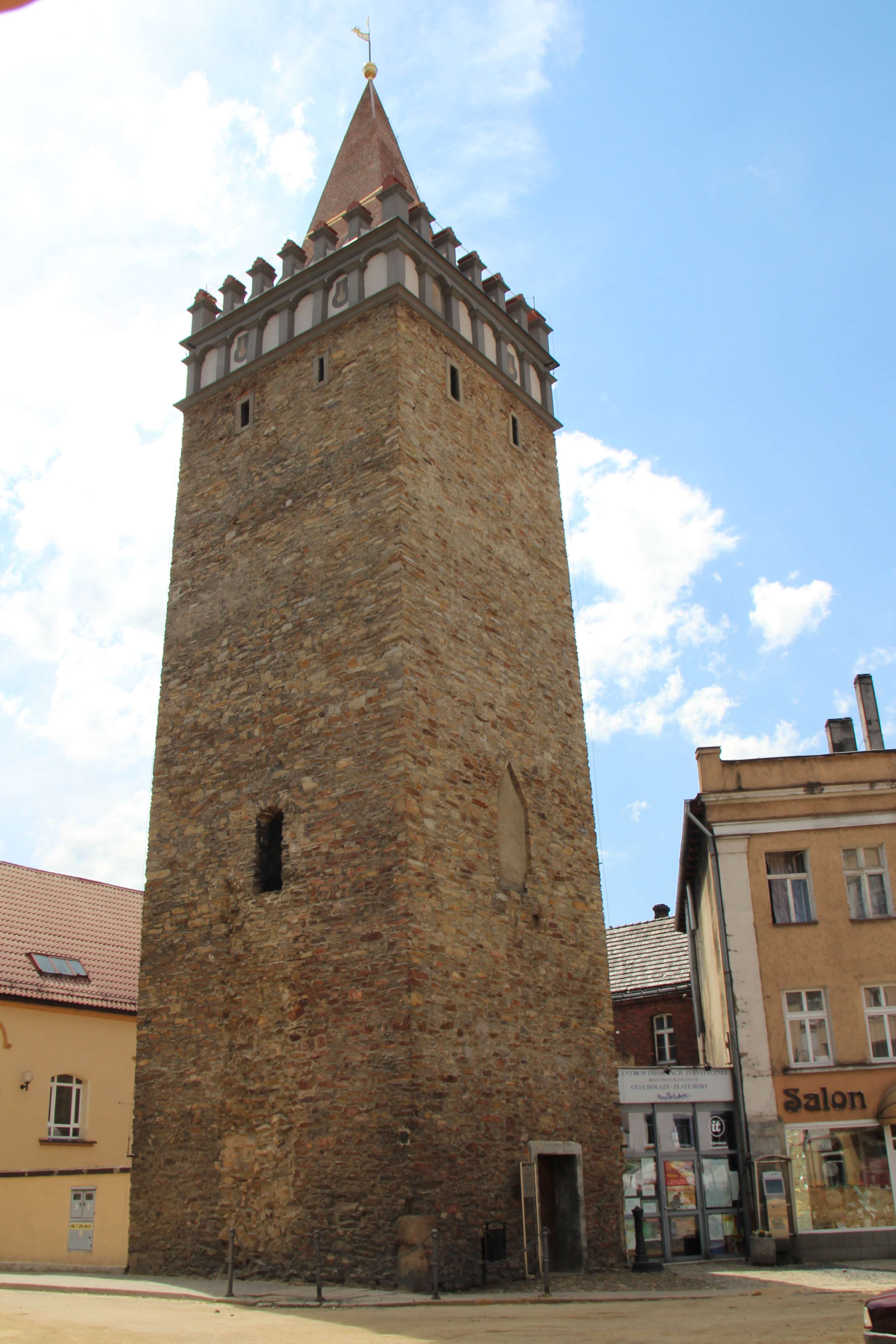
Oberer Torturm

Um 1220 holte der Breslauer Bischof Lorenz deutsche Siedler in die Gegend im Vorland des Altvatergebirges, um das Bistumsland Neisse vor dem Eindringen des Markgrafen Vladislav Heinrich, eines Bruders Ottokars I., nach Norden zu schützen. 1241 durch die Mongolen zerstört, hatte das wiederaufgebaute Ziegenhals 1263 bereits das Stadtrecht. Im gleichen Jahr wurde der Ort als Cigenals erwähnt. Die Siedler waren vor allem Bergleute, die Nachrichten über Goldfunde in den Bergen bei Ziegenhals in die Gegend lockten. Goldbergbau ist aus dem 16. und 17. Jahrhundert belegt, ebenso Eisenerzbergwerke der Thurzo und Fugger. Jedoch war der Goldbergbau nicht so bedeutsam wie im benachbarten Zuckmantel. Das Mundloch des Stollen Heilige Drei Könige, der der Wasserhaltung der Zuckmantler Gruben diente, ist nahe der Stadt zu finden. Sein Wasser wurde auch für den Aufschlag einer Mühle genutzt.
Am 20. März 1428 brannten die Hussiten die Stadt nieder, wobei die Pfarrkirche aus dem 13. Jahrhundert zerstört wurde. An das Hochwasser der Biele von 1472 erinnerte die jährliche Prozession zu Mariä Heimsuchung. 1627 wütete die Pest in der Stadt, daran wurde in der bis 1945 abgehaltenen Pestprozession erinnert. 1635 wütete erneut die Pest in der Stadt.
Im Ersten Schlesischen Krieg war die nahe der Festung Neisse gelegene Stadt mehrfach Schauplatz von Kampfhandlungen. Nach der Übernahme fast ganz Schlesiens durch Preußen wurde Ziegenhals 1742 zu einer preußischen Grenzstadt, während Zuckmantel bei Österreich verblieb. Dies führte zu einem wirtschaftlichen Niedergang; erst mit dem Anbau von Flachs entwickelte sich Ziegenhals zu einer Weberstadt. Die 1428 zerstörte Pfarrkirche wurde zwischen 1729 und 1733 im Stil des Barocks wieder aufgebaut. 1860 wurde die mittelalterliche Stadtmauer geschleift, wobei einige Stadttore, wie das Obertor erhalten blieben. 1874 erhielt Ziegenhals einen Bahnanschluss, wodurch sich Zelluloseindustrie im Ort etablierte. Ab 1875 erfolgte der Anschluss an die Mährisch-Schlesische Centralbahn. Ende des 19. Jahrhunderts wurden Heilquellen im Stadtgebiet gefunden, wodurch sich der Ort zu einem bekannten Kurort entwickelte. Zur gleichen Zeit entstanden die ersten Sanatorien.
Am Anfang des 20. Jahrhunderts hatte Ziegenhals eine evangelische Kirche, eine katholische Kirche, ein katholisches Schullehrerseminar, eine Präparandenanstalt, ein preußisches Nebenzollamt, ein österreichisches Hauptzollamt, Zellulose-,  Wollwaren-, Zwirn-, Maschinen-, Steinwaren-, Knochenmehl- sowie Zündwarenfabrikation und war Sitz des Amtsgerichts Ziegenhals.
In Ziegenhals entstand eine Landesheilstätte Oberschlesien, deren Direktor in den 1930er-Jahren der Internist und Ober-Medizinalrat Ludgar Rickmann war, welcher sich auch als Mitarbeiter am Lexikon der gesamten Therapie beteiligte.
Im Jahr 1945 gehörte Ziegenhals zum Landkreis Neisse im Regierungsbezirk Oppeln der Provinz Oberschlesien. Bad Ziegenhals blieb bis kurz vor Ende des Zweiten Weltkriegs von Kriegshandlungen verschont. In der gesamten Kriegszeit fiel nur eine Bombe im Stadtgebiet. Erst am Folgetag der Kapitulation zogen sich deutsche Truppen am 9. Mai 1945 zurück. Am 10. Mai besetzten polnische Soldaten die Stadt, die sofort unter die Verwaltung der Volksrepublik Polen kam. Der bisher deutsche Ort wurde in Głuchołazy umbenannt. Danach begann die Zuwanderung von Polen, die teils aus Großpolen, teils aus der Gegend um Myszków sowie den Gebieten östlich der Curzon-Linie kamen. Zugleich  begann die Vertreibung der bisherigen deutschen Bevölkerung. Viele gelangten nach Goslar. Im Jahr 1950 kam der Ort zur Woiwodschaft Opole. Im Zuge eines Gebietsaustausches wurde 1959 im Austausch gegen Krasów die zu Zlaté Hory gehörende Ansiedlung Skřivánkov (Lerchenfeld) von der Tschechoslowakei abgetreten und unter dem Namen Skowronków an Głuchołazy angeschlossen. Der westlich der Stadt in das tschechoslowakische Gebiet hineinragende Zipfel wurde hälftig der Gemeinde Kolnovice zugeschlagen, die dafür die östlichen Fluren von Vysutá an die Gemeinde Gierałcice abtrat.
Beim Oderhochwasser 1997 ebenso wie beim Hochwasser in Mitteleuropa im September 2024 wurde die Stadt überflutet.
1999 kam der Ort zum wiedergegründeten Powiat Opolski. Am 4. Juli 2018 wurde im Kurpark (ul. Lompy 2) ein 15 Meter hohes Sole-Gradierwerk aus Lärchenholz eröffnet, das auch als Aussichtsturm dient.

### Demographie
| Jahr | Einwohner | Anmerkungen |
| ---- | --------- | --- |
| 1748 | 0962      | [ 6 ] |
| 1756 | 1097      | Katholiken |
| 1768 | 1285      | [ 6 ] |
| 1776 | 1393      | [ 7 ] |
| 1783 | 1297      | [ 7 ] |
| 1784 | 1291      | Katholiken, in 233 Privathäusern |
| 1790 | 1426      | [ 6 ] |
| 1803 | 1869      | [ 8 ] |
| 1810 | 1793      | [ 8 ] |
| 1816 | 1940      | davon 41 Evangelische, 1899 Katholiken, keine Juden |
| 1821 | 2020      | [ 8 ] |
| 1825 | 2256      | in 304 Wohnhäusern, davon 44 Evangelische, 2197 Katholiken, 15 Juden |
| 1828 | 2363      | [ 9 ] |
| 1843 | 3417      | am Jahresende (ohne Militär), davon 92 Evangelische, 3305 Katholiken, 20 Juden |
| 1852 | 3533      | [ 10 ] |
| 1855 | 3348      | Zivileinwohner |
| 1861 | 3762      | Zivileinwohner, davon 95 Evangelische, 3641 Katholiken, 26 Juden |
| 1867 | 4329      | am 3. Dezember |
| 1871 | 4922      | mit der Garnison (eine Schwadron Husaren Nr. 6), darunter 100 Evangelische; nach anderen Angaben 4918 Einwohner (am 1. Dezember), davon 153 Evangelische, 4740 Katholiken, 25 Juden |
| 1905 | 8673      | darunter 599 Evangelische und 47 Juden |
| 1910 | 8975      | am 1. Dezember |
| 1933 | 9913      | [ 15 ] |
| 1939 | 9737      | [ 15 ] |

| Jahr          | 1946  | 1957   | 1970   | 2005   |
| Einwohnerzahl | 7.500 | 10.300 | 13.400 | 15.003 |

## Sehenswürdigkeiten

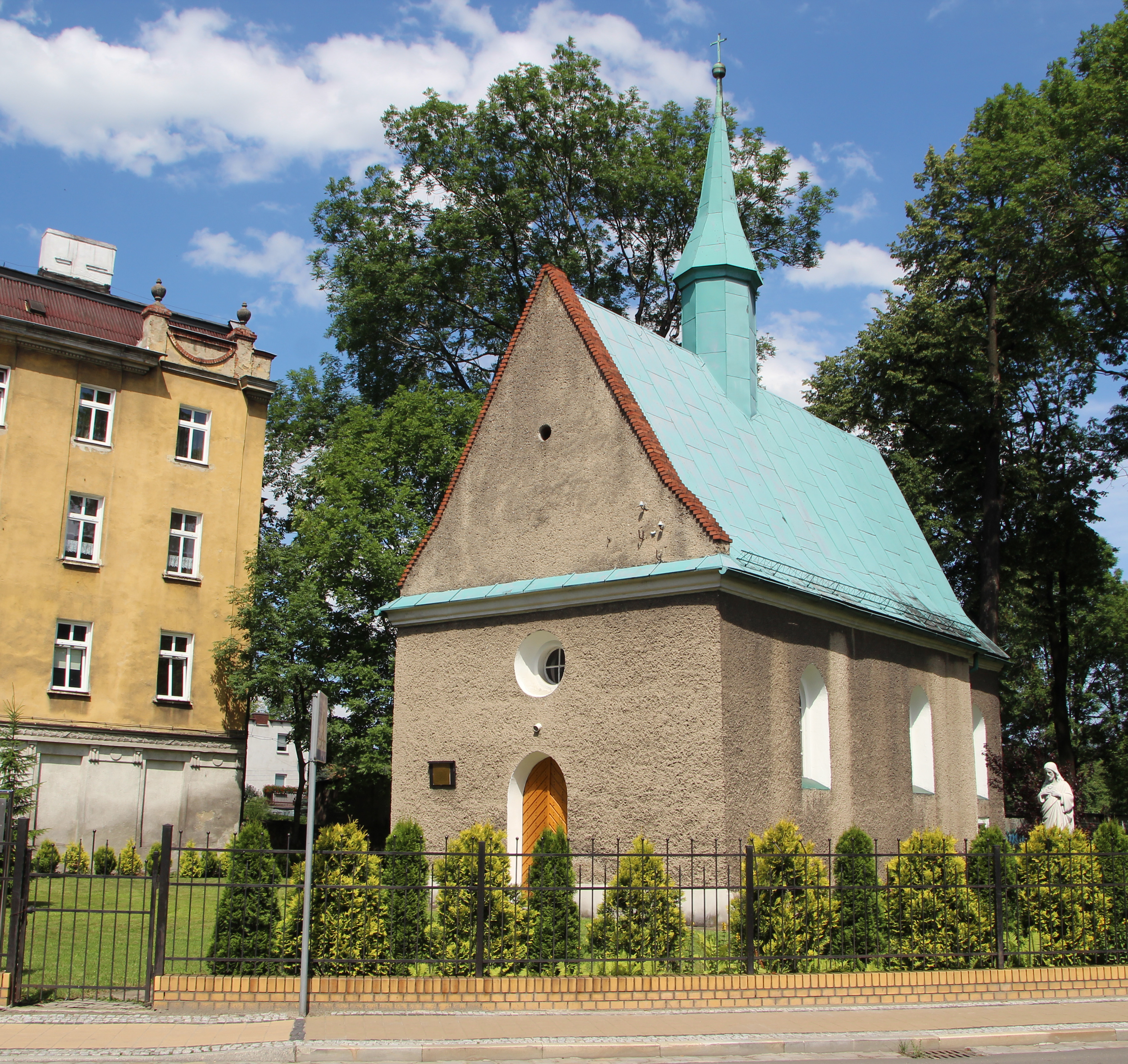
St.-Rochus-Kirche

- Die St.-Laurentius-Kirche (Kościół Św. Wawrzyńca) geht bis in das 13. Jahrhundert zurück. Der erste Bau wurde 1428 von den Hussiten niedergebrannt. Erhalten hat sich hiervon lediglich das gotische Portal. Von 1729 bis 1733 wurde ein Neubau im Stil des Barock errichtet. Die neubarocken Turmhelme wurden zu Beginn des 20. Jahrhunderts erbaut.[17]
- Die St.-Franziskus-Kirche wurde 1865–1866 für die evangelische Kirchengemeinde erbaut. Der gemauerte Altar wurde 1890 geschaffen.
- St.-Rochus-Kirche – erbaut 1626 bis 1627[18]
- Der Obertorturm am südlichen Ausgang der Altstadt entstand in der zweiten Hälfte des 14. Jahrhunderts. 1795 sowie 1899–1902 erfolgten Sanierungen am Bau. Der Turm steht auf quadratischen Grundriss mit einem sich nach oben verjüngenden Turm. Bekrönt ist der Turm mit einem Pyramidendach.[19]
- Die Ringmauer entstand um 1350 und wurde 1632 erweitert. Deren Schleifung erfolgte zwischen 1838 und 1860. Im Bereich des ehemaligen Vogtssitzes an der ul. Magristracka haben sich Reste erhalten.
- Ring mit Bürgerhäusern im Stil der Renaissance und des Barock
- Kurbezirk südwestlich der Altstadt mit Kurpark

## Wappen
Blasonierung: In Silber ein schwarzer goldgehörnter Ziegenbock.

## Verkehr

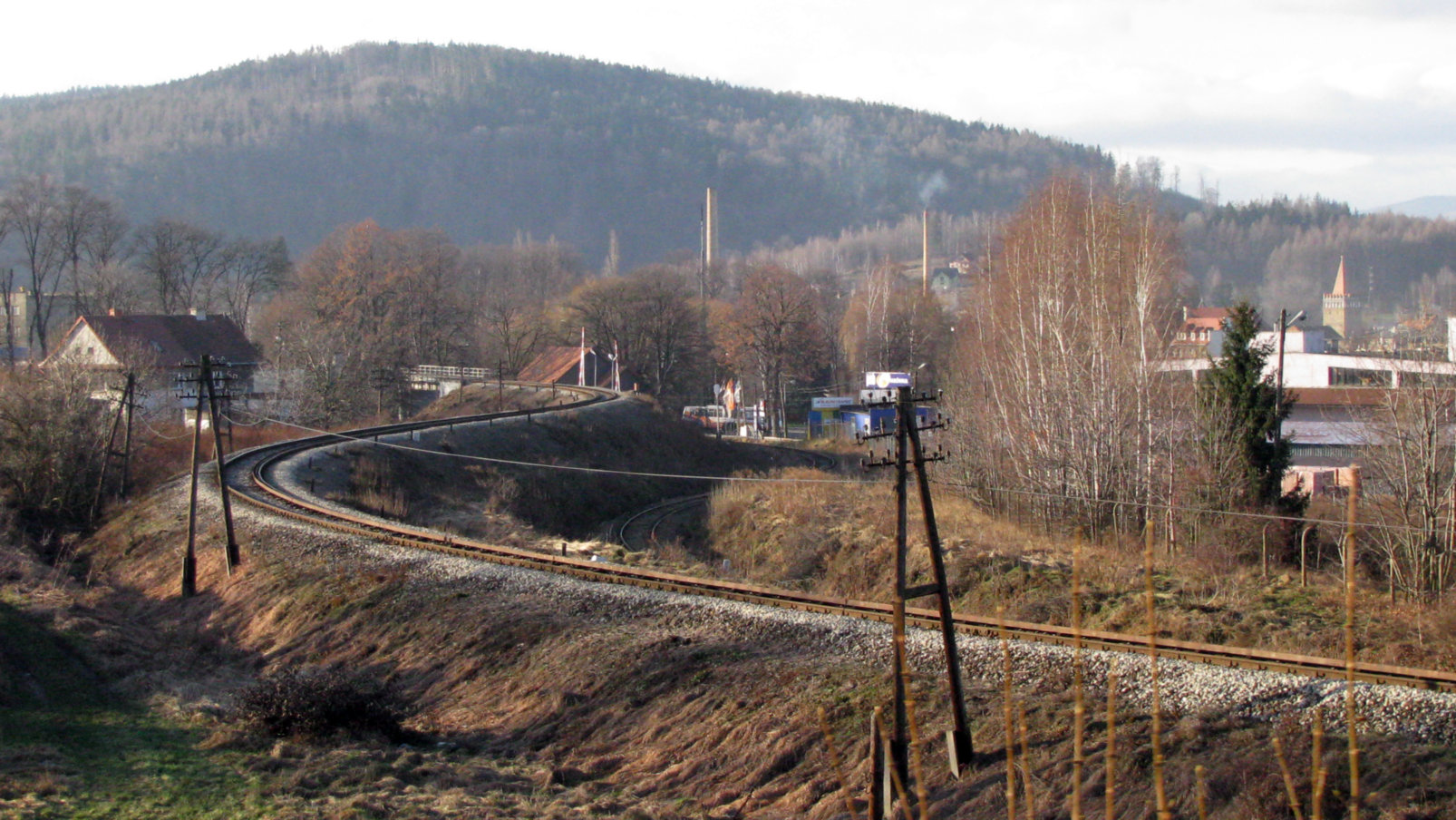
Bahngleis am Rand der Altstadt

Durch die Stadt verlaufen die Landesstraße Droga krajowa 40 und die Woiwodschaftsstraße 411.
Weiterhin durchqueren wichtige Eisenbahnlinien die Stadt, die unter anderem nach Katowice, Legnica oder in das tschechische Krnov führen. Durch die Stadt verkehren Züge der tschechischen Bahnlinie KBS 292 Krnov (Jägerndorf)–Jeseník (Freiwaldau)-Hanušovice (Hannsdorf), die im ehemaligen Hauptbahnhof die Fahrtrichtung wechseln, aber bis 2006 keinen Zustieg oder Ausstieg zuließen.
Durch den Norden der Gemeinde verläuft die Bahnstrecke Katowice–Legnica mit den Halten Nowy Las und Nowy Świętów, wo früher die Bahnstrecke Nowy Świętów–Sławniowice Nyskie abzweigte. Weiterhin zweigt die nur am Wochenende mit zwei Zugpaaren, im Personenverkehr betriebene Bahnstrecke Nowy Świętów–Głuchołazy ab, sie führt zum Bahnhof Głuchołazy, früher weiter bis zum Badbahnhof (Zdrój).
Der ÖPNV in Głuchołazy ist kostenfrei nutzbar.

## Gemeinde
Die Stadt-und-Land-Gemeinde (gmina miejsko-wiejska) Głuchołazy umfasst ein Territorium von 168 km² und umfasst neben der Stadt eine Reihe von Dörfern mit Schulzenämtern.

## Partnerstädte und -gemeinden
- Jeseník (Freiwaldau), Tschechien

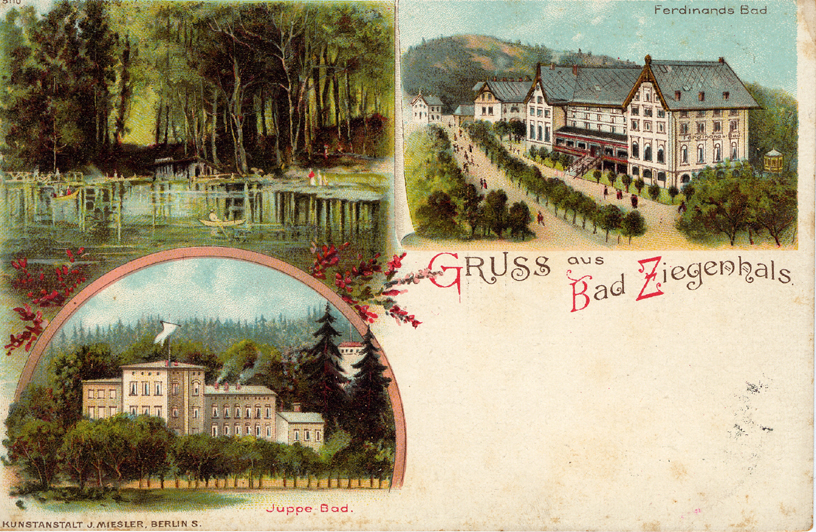
Kuranlagen (1900)

- Mikulovice (Niklasdorf), Tschechien
- Verbandsgemeinde Nieder-Olm, Deutschland
- Zlaté Hory (Zuckmantel), Tschechien

## Sport
Die Sportstätten sind das Städtische Stadion (ul. Konopnicka), die Sporthalle (ul. Skłodowska), der Freizeitkomplex „Nad Białką“ (ul. Kościuszki), die Eisbahn „Biały Orlik“ (ul. Bohaterów Warszawy), die Sportplätze ORLIK 2012 (ul. Bohaterów Warszawy) sowie Tennisplätze (al. Johannes Paul II.)
Sportvereine: MULKS Juvenia Głuchołazy (Leichtathletik), GKS Głuchołazy (Fußball), MUKS Chrobry Basket Głuchołazy (Basketball), Juve Głuchołazy (Volleyball), Głuchołaski Victoria Cycling Club (Radsport), KŁ Chrobry Głuchołazy (Bogenschießen) sowie UKS Hattrick Głuchołazy (Fußball).

## Persönlichkeiten

### Söhne und Töchter der Stadt
- Seraphinus Melcher (1693–1763), 42. Generalminister der Kapuziner
- Carl Stangen (1833–1911), Unternehmer, Weltreisender und Schriftsteller
- Joseph Fahnroth (1838–1895), Kirchenmaler
- Adolph Langer (1862–1940), katholischer Geistlicher und Mitglied des Deutschen Reichstags
- Linny Claudius (1876–1952), deutsche Frauenrechtlerin, Lehrerin und Politikerin (DDP)
- Rudolf Zimmer (1878–1959), Politiker
- Lothar Mosler (1913–1995), Historiker
- Georg Pelchen (1915–2012), Jurist
- Günter Goetzendorff (1917–2000), Politiker
- Jo Filke (1921–2001), Architekt
- Paul Neumann (1929–2015), Politiker
- Hubert Socha, Ordenspriester und Theologe
- Norbert Glatzel (1937–2024), römisch-katholischer Theologe
- Günter Madeja (1939–2025), Fußballspieler
- Alexander Bergenthal (1941–1992), Brigadegeneral des Heeres der Bundeswehr
- Roland Gumpert (* 1944), Ingenieur und Unternehmer
- Bernd Rosenberger (* 1944), Kommunalpolitiker und Professor für Mathematik
- Andrzej Sośnierz (* 1951), Arzt und Politiker
- Michał Bajor (* 1957), Schauspieler und Chansonnier
- Janusz Zarenkiewicz (* 1959), Boxer
- Kaan Dobra (* 1972), Fußballspieler

### Persönlichkeiten, die vor Ort gewirkt haben
- Lorenz (Breslau) († 1232), Bischof von Breslau, Gründer der Stadt Ziegenhals
- Oskar von Karger (1816–1888), preußischer Generalmajor, verstarb in Ziegenhals
- Paul Letocha (1834–1911), Jurist und Politiker, verstarb in Bad Ziegenhals
- Alfred Saltzgeber (1872–1936), katholischer Theologe, zwischen 1900 und 1902 Kaplan in Ziegenhals
- Karl Schodrok (1890–1978), Lehrer, Herausgeber, Verleger und Publizist, besuchte zwischen 1907 und 1910 das Lehrerseminar in Bad Ziegenhals
- Franz Sauer (1894–1962), Organist, zeitweise am Lehrerseminar in Bad Ziegenhals
- Heinrich Konietzny (1910–1983), Musiker, Hochschullehrer und Komponist, als Schüler in Bad Ziegenhals